# Бідна, маленька багата дівчинка
«Бідна, маленька багата дівчинка» (англ. Poor Little Rich Girl) — американський пригодницький мюзикл режисера Ірвінга Каммінгса 1936 року.

## Сюжет
Маленька Барбара — дочка багатого бізнесмена Річарда Беррі, що займається виробництвом мила. Дівчинка обділена увагою, оскільки її мати померла, а батько, хоча і шалено любить свою дочку, але вічно зайнятий роботою, з одного боку, а з іншого — оточена такою опікою, що варто їй чмихнути, і постільний режим забезпечений, а офісні службовці батька терміново розшукують його, щоб повідомити про найсильніше захворювання. І дівчинка переконує свого батька відправити її в школу, щоб вона могла спілкуватися з однолітками, а не просиджувати час з ляльками наодинці.
На вокзалі у гувернантки, що супроводжувала її, крадуть гаманець і вона, залишивши Барбару на піклування носильника, виходить на вулицю, тут її збиває машина. Барбару, як невпізнану, відправляють в лікарню, а дівчинка, що ніколи не бувала за межами свого величезного будинку, не знаючи про небезпеки, що підстерігають маленьку людину, відволікає носильника і спокійнісінько вирушає у власну захоплюючу подорож.

## У ролях
- Ширлі Темпл — Барбара Беррі
- Еліс Фей — Джеррі Долан
- Глорія Стюарт — Маргарет Аллен
- Джек Гейлі — Джиммі Долан
- Майкл Вейлен — Річард Беррі
- Сара Гейден — Коллінз
- Джейн Дарвелл — Вудворд
- Клод Джиллінгуотер — Саймон Пек
- Пол Стентон — Джордж Гетеуей
- Генрі Арметта — Тоні

## Музика
Мак Гордон і Гаррі Ревель написали всі пісні для фільму :
- «When I'm with You»,
- «Oh My Goodness».
- «You've Gotta Eat Your Spinach, Baby»,
- «But Definitely»,
- «Buy a Bar of Barry's»,
- «Military Man»,
- «Peck's Theme»